# Джовани Белини
Вижте пояснителната страница за други личности с името Джовани.
Джовани Белини (на италиански: Giovanni Bellini, 1430 – 1516) е италиански художник, основател на Венецианската школа по живопис.

## Произход
Роден е през 1430 г. във Венеция (по други данни – през 1426 г.). Син е на Якопо Белини (1400 – 1471). Джовани и неговият брат Джентиле Белини по всяка вероятност почват своята кариера в школата на баща си.

## Ранен период
Венецианската живопис от 15 век се намира под влияние на две култури – византийска и нидерландска. Одухотвореното величие на византийските иконни образи и педантично подробния натурализъм на Северната школа стават основа за оформянето на творчеството на художниците. Още един източник на вдъхновение служат творбите на флорентинския скулптор Донатело от Падуа.
В ранния период на творчеството му най-силно влияние над Джовани оказва художникът Андреа Мантеня, който се жени през 1453 г. за сестра му Николоза.

### Мадони с Младенци
Към ранния период на художника се отнасят няколко Мадони с Младенци. От периода 1450 - 1560 г. датират „Мадоната с Младенеца“ от Градски музей „Маласпина“ в Павия, „Мадоната с Младенеца“ от колекцията на Джон Джонсън във Филаделфия, „Мадона Леман“ от колекция „Леман“ в Ню Йорк, в която се забелязва влиянието на Мантеня, а така също и т. нар. „Гръцка мадона“ от Пинакотека „Брера“ в Милано. Последната в този ред се счита за несъмнен шедьовър. От момента на своето създаване тя украсява Двореца на Дожите във Венеция. В Пинакотека „Брера“ попада през 1808 г. след църковната реквизиция, устроена от Наполеон. По-рано се счита, че картината е нарисувана по византийски маниер заради златния фон, но по-късните изследвания установяват, че надписът със злато на гръцки език „Майка божия“ и „Христос“, изписани на нея, са добавени през 16 век. Самият Белини изначално рисува Мадоната на фона на синьо небе.
Във венецианските домове се пазят голямо количество икони от византийски и критско-гръцки произход. Тяхното влияние над творчеството на Белини е безспорно. Изследователи отбелязват „нежната безпристрастност“ на мадоните на Белини, направо свързвайки тези качества с византийското наследство и влияние. Самата технология на производството на картини обаче е заимствана от художниците от Нидерландия.

### Пиетà
Друга тема от неговото творчество – „Оплакването на Христос“ (Пиетà) така също води своя произход от византийската традиция. „Пиетà“ от Академия „Карара“ в Бергамо и „Пиета“ от Музей „Полди Пецоли“ в Милано, стават прототипи на цяла серия картини, изобразяващи полуфигура на мъртвия Христос, извисяваща се над саркофага. Този тип се разпространява и извън пределите на Венеция. „Пиета“ от Бергамо е много трагична, лицата на персонажите в нея по-скоро напомнят на маски. Съвсем по различно е решен същия сюжет в картината „Мъртвият Христос, поддържан от ангели“ от Музей „Корер“ във Венеция. На картината има фалшива дата, 1499 г., и апокритически подпис на Албрехт Дюрер. Произведението напълно е издържано в духа на Мантеня и изследователите считат, че неговото създаване е около 1460 г. Безжизненото тяло на Христос в него е сякаш изсечено от хладен мрамор.
- Св. Йероним проповядва на лъва, ок. 1450, Институт „Барбера“, Бирминт.
- Пиетà, ок. 1450 – 55, Академия „Карара“, Бергамо
- Мъртвият Христос, поддържан от ангели, ок. 1460, Музей „Корер“, Венеция.

## Зрял период
В средата на 1460-те години Джовани става известен художник и започва да получава престижни поръчки за изпълнение на църковни олтари. Между 1460 и 1464 г.той участва в създаването на олтар за църквата „Санта Мария дела Каритà“. Тази църква в средата на 15 век е преустроена и за четирите фамилни олтари на Белини са поръчани четири триптиха: „Триптих на св. Лаврентий", „Триптих на св. Себастиан“, „Триптих на Мадоната“ и „Триптих на Рождество“. Сега те всички се съхраняват в Галерия на Академията във Венеция. Изследователите считат, че по-голямата част от олтарите са изписани от други художници, а на Джовани принадлежи само замисълът. Не предизвиква съмнение само „Триптих на св. Себастиан“, който се счита работа, изцяло изпълнена от ръката на Белини.
Следващото крупно произведение на майстора е „Полиптих на Свети Винченцо Ферер“ от венецианската църква „Санти Джовани е Паоло“.
Св. Винченцо Ферер е испански светец, виден деятел на Доминиканския орден. Той е известен като талантлив полемист, страстен проповедник, духовник и яростен противник на папа Бенедикт XIII. През 1455 г. Винченцо е канонизиран и след това орденът се заема с широка пропаганда и утвърждаване на неговия култ.
- „Св. Теренций“, ок. 1471, детайл от предел от Олтар Пезаро, Градски музей в Пезаро.
- Св. Георги, детайл от предел от Олтар „Пезаро“.

Белини рисува множество „Мадони с младенци“ и е един от най-изтънчените майстори на импровизациите, над които постоянно витае византийски дух.
- Мадона с Младенеца, 1475, Кастелвекио
- „Мадона с младенеца“. 1475 – 80. Венеция, Музей Корер.
- Мадона с Младенеца, ок. 1480. Музей „Метрополитън“, Ню Йорк.
- Мадона с Младенеца, 1483, Академия „Карара“, Бергамо.
- Мадона с Младенеца, 1487, Галерия на Академията, Венеция.
- Мадона Уилис, 1480 – 90, Художествен музей (Сао Пауло)

Паралелно с религиозната живопис Белини през 1470-те години се занимава и с портрети. Те не са многочислени, но са значими по своите резултати. Изследователите виждат в тях несъмнено влияние на Антонело да Месина, който е знаменит майстор в този жанр.
- Портрет на юноша в червено, 1485 – 90, Национална галерия, Вашингтон
- Портрет на млад мъж, ок. 1500, Национална галерия, Вашингтон.
- Портрет на кондотиер, 1475 – 80, Национална галерия, Вашингтон
- Портрет на дожа Леонардо Лоредано, 1501, Национална галерия, Лондон

## Късен период
Албрехт Дюрер пише в писмо за него през 1506 г: „…Джовани Белини… много ме хвали в присътствието на много хора. На него му се иска да има нещо от моите творби. И той сам идва при мен и моли да нарисувам нещо за него. Той добре ще ми плати. Той е много стар, но все още е добър художник“.
Джовани Белини рисува за херцог Алфонсо I д’Есте картината „Пиршеството на боговете“ (1514), която става неговата последна завършена картина. 
Умира през 1516 г. във Венеция.
Белини прави Венецианската школа най-значима в периода на късното Куатроченто и една от водещите художествени школи в италианското ренесансово изкуство. Негови ученици са Тициан и Джорджоне.